# 폭풍우 (영화)
폭풍우(Remorques)는 프랑스에서 제작된 장 그레미용 감독의 1941년 영화이다. 장 가뱅 등이 주연으로 출연하였다.

## 출연

### 주연
- 장 가뱅
- 마들레인 르노드

### 조연
- 미셸 모르강
- 찰스 블래벳
- 장 마샤
- 네인 게몬
- 장 더스
- 르네 버거론
- 마르셀 페레스
- 페르낭 르두

## 제작진
- 원작자: 로저 버셀
- 미술: 알렉상드르 트로너